# Live at the N.E.C.
Live at the N.E.C. è il secondo disco dal vivo inciso dalla rock band inglese Status Quo, pubblicato nel luglio del 1984.

## Il disco
Registrato il 14 maggio del 1982 al National Exhibition Centre di Birmingham, il disco documenta uno dei maggiori riconoscimenti ottenuti dalla band nella intera carriera, onorata dalla presenza tra il pubblico dei reali inglesi Carlo e Lady Diana.
Gli Status Quo diventano così la prima rock band al cui concerto partecipino dei membri della famiglia reale britannica: la stampa d'oltremanica offre grande spazio alla notizia e lo show viene trasmesso e seguito in diretta televisiva da 12 milioni di telespettatori.
Il disco, in origine, svolge una funzione traino conducendo ad un insospettato quarto posto nelle classifiche inglesi il triplo album antologico From the Makers of del 1982, in cui viene inserito come terzo vinile.
Viene finalmente pubblicato come album a parte nel luglio del 1984 e ristampato in CD remasterizzato nel 2006. Nel 2017 viene pubblicata la deluxe edition contenente l'intero concerto.
Singoli: Caroline (Live at the NEC)(n. 13 UK), pubblicato nel 1982.

## Tracce
Lato A
1. Caroline (Live at the NEC) – 5:30 (Rossi/Young)
2. Roll Over Lay Down – 5:59 (Rossi/Young/Parfitt/Lancaster/Coghlan)
3. Backwater – 4:35 (Parfitt/Lancaster)
4. Little Lady – 3:20 (Parfitt)
5. Don't Drive My Car – 4:21 (Parfitt/Bown)

Lato B
1. Whatever You Want – 4:31 (Parfitt/Bown)
2. Hold You Back – 4:40 (Rossi/Parfitt/Young)
3. Rockin' All Over the World – 4:03 (Fogerty)
4. Over the Edge – 4:16 (Lancaster Lamb)
5. Don't Waste My Time – 4:17 (Rossi/Young)

Tracce bonus dell'edizione CD 2006
1. Dirty Water – 4:11 (Rossi/Young)
2. Down Down – 5:18 (Rossi/Young)

## Deluxe Edition 2017
Il 20 ottobre 2017, viene pubblicata la deluxe edition dell'album contenente l'intero concerto spalmato su due CD.
Il libretto, oltre a varie foto del periodo di incisione dell'album, contiene delle ampie note illustrative redatte a cura di Dave Ling, critico delle riviste musicali britanniche Classic Rock e Metal Hammer.

### Tracce Deluxe Edition
CD 1
1. Caroline (Live at the NEC) – 5:30 (Rossi/Young)
2. Roll Over Lay Down – 5:59 (Rossi/Young/Parfitt/Lancaster/Coghlan)
3. Backwater – 4:35 (Parfitt/Lancaster)
4. Little Lady – 3:20 (Parfitt)
5. Don't Drive My Car – 4:21 (Parfitt/Bown)
6. Whatever You Want – 4:31 (Parfitt/Bown)
7. Hold You Back – 4:40 (Rossi/Parfitt/Young)
8. Rockin' All Over the World – 4:03 (Fogerty)
9. Over the Edge – 4:16 (Lancaster Lamb)
10. Don't Waste My Time – 4:17 (Rossi/Young)
11. Dirty Water – 4:02 (Rossi/Young)

CD 2
1. Forty-Five Hundred Times – 21:09 (Rossi/Parfitt)
2. Big Fat Mama – 6:46 (Rossi/Parfitt)
3. Roadhouse Blues – 8:50 (Doors)
4. Rain – 4:23 (Parfitt)
5. Down Down – 6:07 (Rossi/Young)
6. Bye Bye Johnny – 6:53 (Berry)

## Formazione
- Francis Rossi (chitarra solista, voce)
- Rick Parfitt (chitarra ritmica, voce)
- Alan Lancaster (basso, voce)
- Andy Bown (tastiere)
- Pete Kircher (percussioni)